# Zabytki fryzyńskie

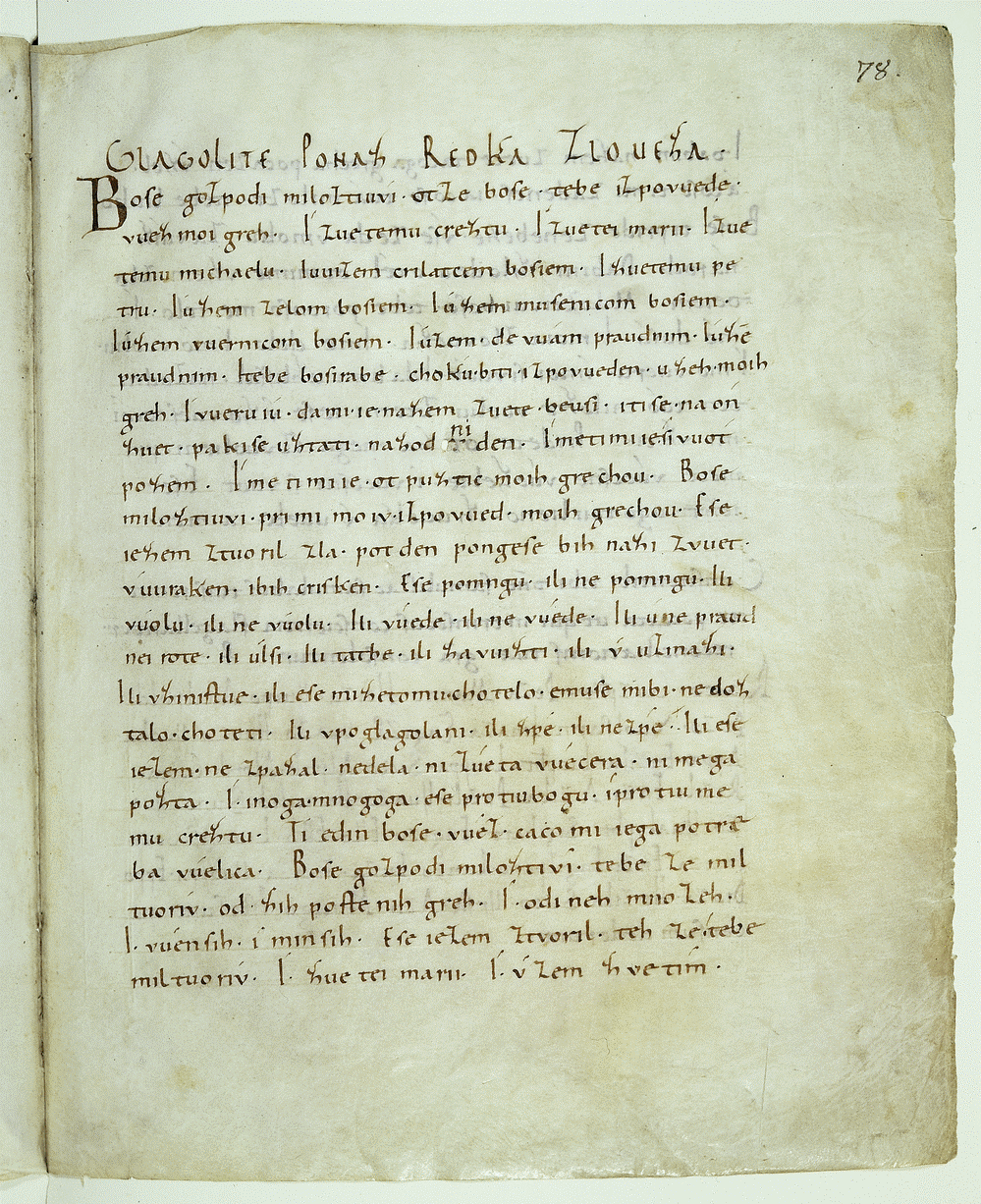
Kodeks Clm 6426, karta 78 recto. Początek Zabytku fryzyńskiego I.

Zabytki fryzyńskie, Zabytki fryzyjskie, Fragmenty fryzyńskie lub Fragmenty fryzyjskie (łac. Monumenta Frisingensia) – najstarszy zachowany tekst w języku słowiańskim, pochodzący z VIII wieku, którego X-wieczny odpis odkryto w 1803 roku w bawarskiej Fryzyndze. Odpis ten, zapisany minuskułą karolińską w alfabecie łacińskim, przechowywany jest w monachijskiej Bayerische Staatsbibliothek.
Powstanie Zabytków fryzyńskich naukowcy wiążą z działalnością misjonarzy iroszkockich i frankijskich, którzy nawracali Słowian w Karyntii i Panonii od końca VII wieku. Trzy teksty, które wchodzą w skład Fragmentów, został przetłumaczone przez anonimowego pisarza lub pisarzy z języka staro-wysoko-niemieckiego. Zawierają one dwa formularze spowiedzi powszechnej oraz zachętę (adhortację) do pokuty.
Zabytki fryzyńskie powstały około sto lat przed działalnością literacką Cyryla i Metodego, czyli powstaniem głagolicy. Uważa się je za tekst o bardzo dużym znaczeniu, dlatego są częstym obiektem badań zarówno historyków, jak językoznawców i teoretyków literatury. W literaturze naukowej są one oznaczane siglum Fryz. lub Fris., a kolejne trzy teksty Fryz. I, Fryz. II oraz Fryz. III.

## Tytuł

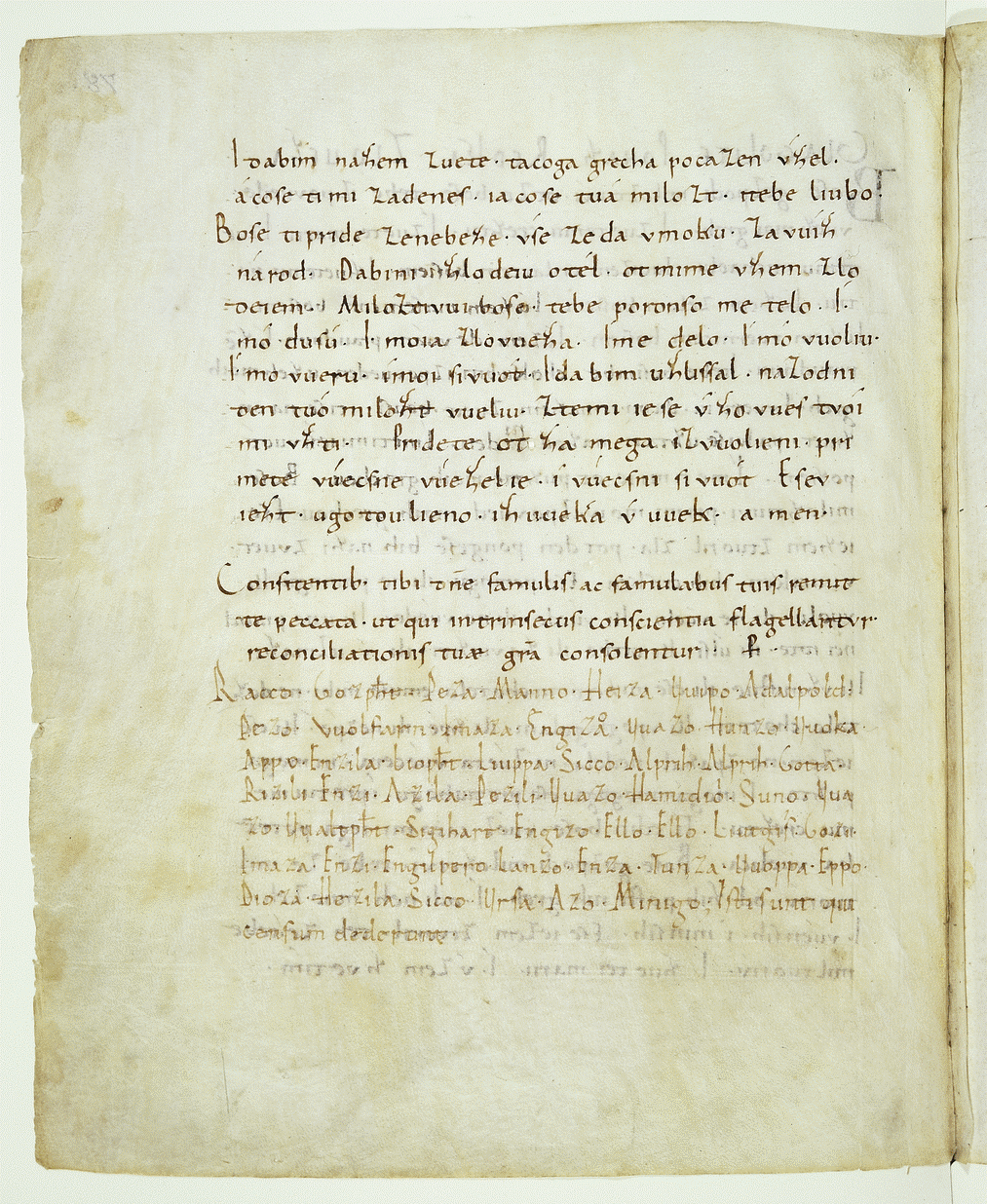
Kodeks Clm 6426, karta 78 verso. Strona druga Zabytku fryzyńskiego I.

Kodeks zawierający tekst Fragmentów został odnaleziony przez uczonych w roku 1803 w bibliotece klasztoru św. Korbiniana we Fryzyndze, podczas sekularyzacji, a następnie przewieziony do Bayerische Staatsbibliothek w Monachium. W roku 1806 informację o odkrytym na kartach tego kodeksu tekście w języku słowiańskim opublikował niemiecki bibliotekarz i filolog Bernhard Joseph Docen. Nadał tekstowi łaciński tytuł Monumenta Frisingensia.
Niemieccy uczeni stosowali w XIX-wiecznych opracowaniach tytuł Freisinger Denkmälern. Jako pierwsi z uczonych słowiańskich badania kodeksu podjęli się historycy słoweńscy. W swoich pracach używali trzech przymiotników słoweńskich, utworzonych od niemieckiej nazwy miejscowości: freisinški, frisinški i brižinski. Dwa pierwsze zachowują rdzeń nazwy niemieckiej, trzeci natomiast, stosujący rdzeń słowiański nazwy miasta, został po raz pierwszy użyty przez Antona Janežiča w roku 1854.
Kierując się nazwą słoweńską, inni słowiańscy badacze tworzyli analogiczne tytuły. W języku chorwackim zabytek nazywa się Brižinski spomenici, w języku bułgarskim Брижински паметници. W języku polskim, w XIX wieku, badacze adaptowali zasady gramatyki słoweńskiej, zachowując jednocześnie spolszczoną nazwę miasta – ustalili brzmienie tytułu na Zabytki fryzyjskie. Karty rękopisu nazywane były Zabytkami, Pomnikami, Monumentami (spomeniki, spomenici, Monumenta, Denkmälern, паметници, pamiatký). Niektóre nazwy nawiązywały do ręcznego ich napisania – Rękopisy, Manuskrypty (manuscripts, manuscritos). Natomiast inne akcentowały ich niewielką objętość, nazywając je Fragmentami (уривки, фрагменты).
We współczesnych polskich pracach naukowych funkcjonują cztery warianty tytułu: Zabytki fryzyńskie, Zabytki fryzyjskie, Fragmenty fryzyńskie oraz Fragmenty fryzyjskie. Niektórzy uczeni zapisują przymiotnik w nazwie wielką literą, np. Zabytki Fryzyjskie.

## Kodeks

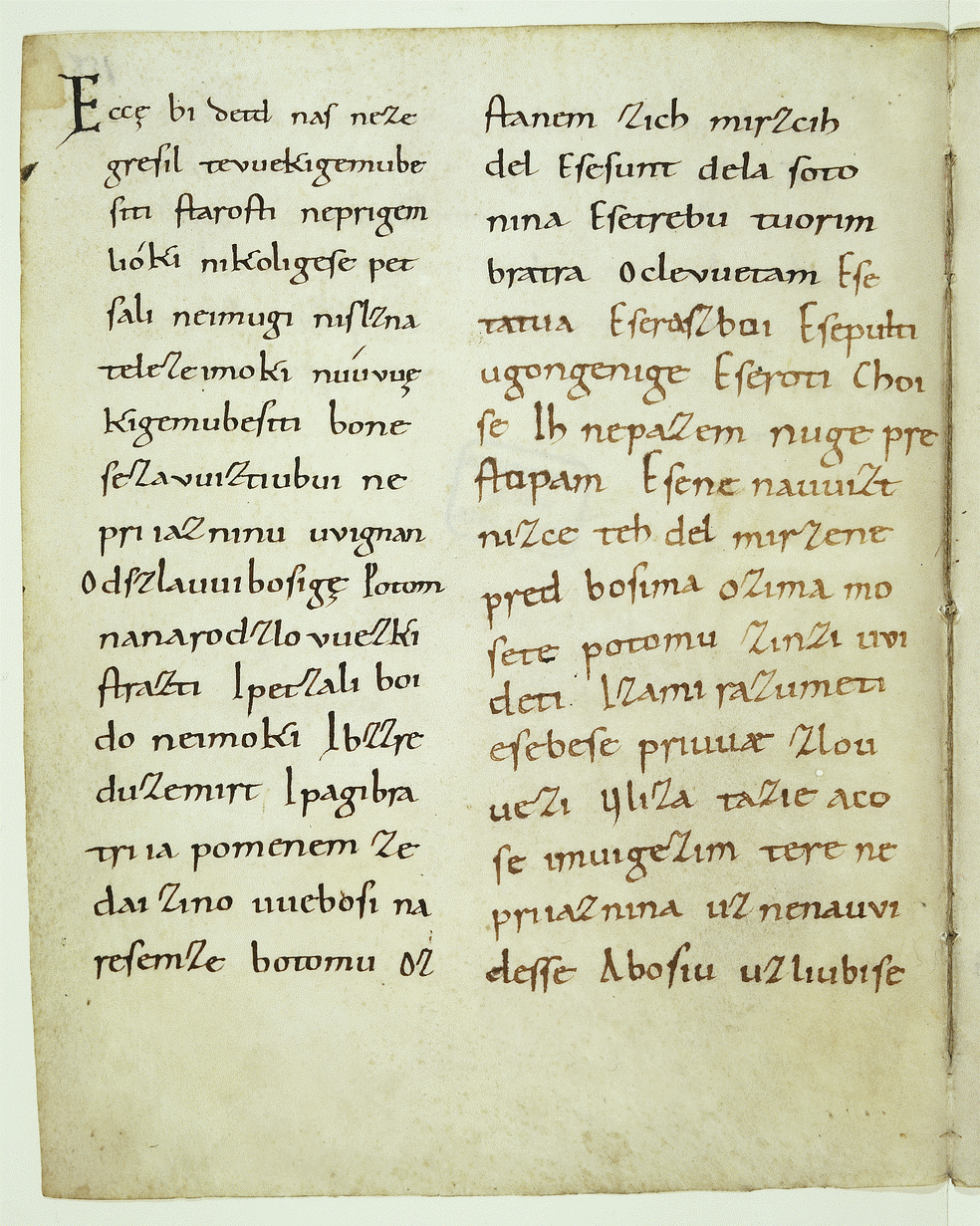
Kodeks Clm 6426, karta 158 verso. Początek Zabytku fryzyńskiego II.

Liczący 169 kart pergaminowy kodeks, zawierający Zabytki fryzyjskie, przechowywany jest w Bayerische Staatsbibliothek w Monachium pod sygnaturą Clm 6426 jako Das Missionshandbuch Bischof Abrahams. Ręką z XII wieku, na karcie drugiej kodeksu, wpisano notę własnościową klasztoru we Fryzyndze: iste liber est sancte Marie et sancti Corbiniani Frisinge.
Analiza tekstu oraz analiza paleograficzna wskazują, że kodeks spisano we Fryzyndze, za pontyfikatu biskupa Abrahama, czyli między rokiem 957 a rokiem 993. Niektórzy uczeni uważają, że zapisywanie kodeksu ukończono w początkach XI wieku. Spisano go kilkoma rękami minuskułą karolińską. Jest on pontyfikałem a łaciński tekst jest w dużej części odpisem z powstałego około połowy X wieku pontyfikału mogunckiego.
Kodeks otwiera kazanie na czas postu. Po nim następują kazanie na Wielkanoc, kazanie o śmierci, obrzęd ekskomuniki, homilia Dionizego diakona, dwie mowy św. Maksyma Turyńskiego na Wielkanoc, początek czytania z Ewangelii św. Marka o trzech Mariach jako wstęp do wielkanocnej homilii Grzegorza Wielkiego, mowa Leona Wielkiego na Boże Narodzenie, początek mowy na święto św. Piotra i Pawła, spis powinności kleryków, obrzęd poświęcenia dzwonu, modlitwy i czytania w czasie mszy dla chorych, modlitwy w czasie burzy, mowa na święto Archanioła Gabriela, początek tekstu zbioru prawa kanonicznego, wyjaśnienie grzechów głównych, wyliczenie obowiązków klasztoru, modlitwy w czasie sakramentu namaszczenia chorych, obrzęd procesji i poświęcenia kadzidła.
Jako 32. tekst wpisano do kodeksu pierwszą część Zabytków fryzyńskich – Zabytek fryzyński I. Po Zabytku fryzyńskim I następują tekst ekskomuniki, mowa na dzień św. Marii i Korbiniana (obchodzony we Fryzyndze 8 września), mowa na początek Wielkiego Postu, mowa na Wielki Czwartek, mowa na Wielkanoc, mowa na świętego Jana Chrzciciela, mowa o przezwyciężaniu grzesznych myśli, homilia o odpuszczaniu grzechów, mowa o kradnących, ale dających jałmużnę, mowa o miłości do rodziców, tekst o prawach biskupa, spis imion, homilia na czas Wielkiego Postu, homilia o pokucie, listy papieża Grzegorza Wielkiego do biskupa Eteriusza z Lyonu i arcybiskupa Mariana z Rawenny.
Na końcowych kartach wpisano dalszą część Zabytków fryzyńskich – Zabytek fryzyński II oraz Zabytek fryzyński III. Następuje po nich mowa na Wielki Czwartek, która kończy kodeks.
Tekst trzech Fragmentów fryzyjskich został zapisany na pięciu kartach liczącego 169 kart kodeksu. Łącznie jest to dziewięć stron pisanych minuskułą karolińską trzema rękami.

## TekstZabytków

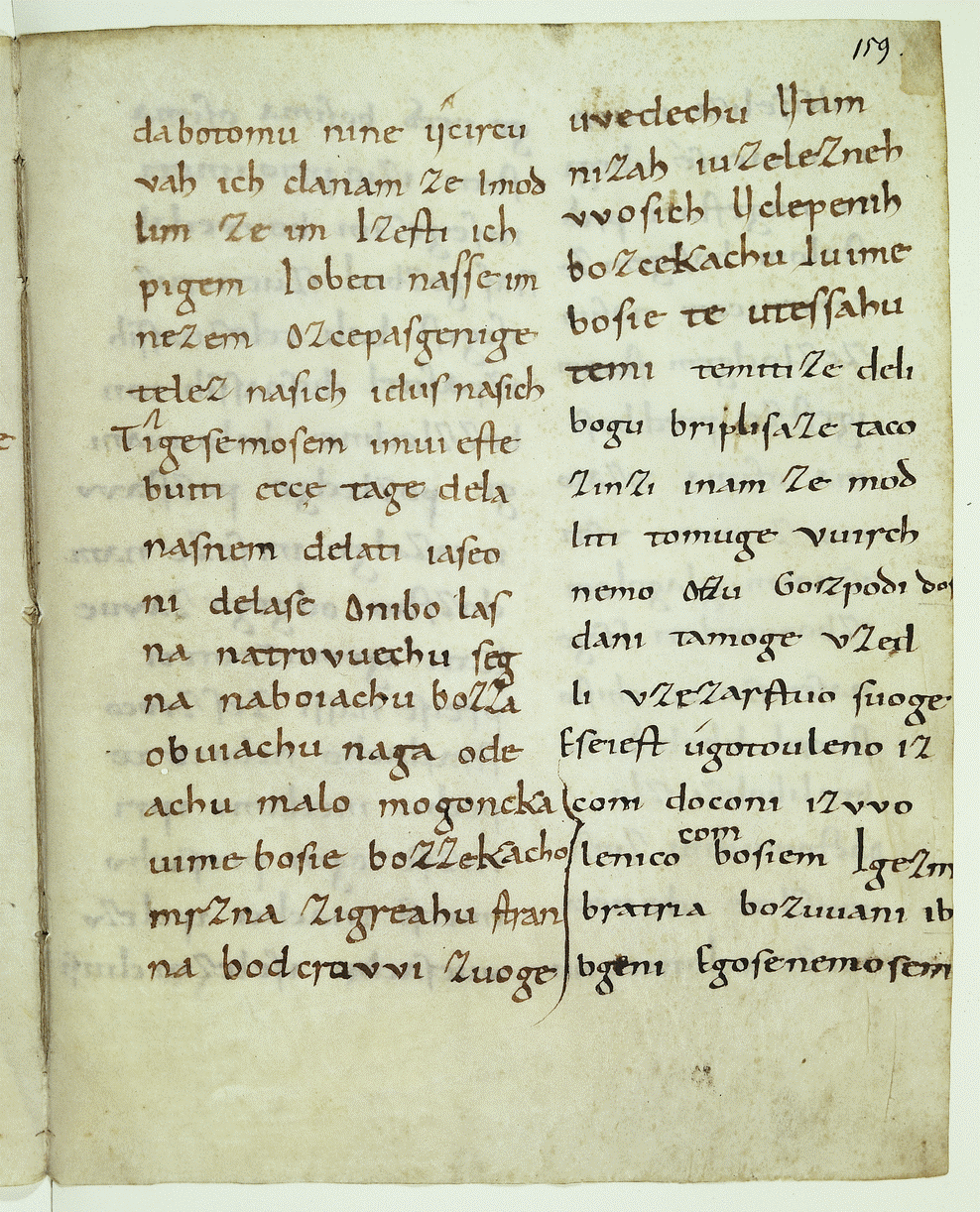
Kodeks Clm 6426, karta 159 recto. Strona druga Zabytku fryzyńskiego II.

### Zabytek fryzyński I
Zabytek fryzyński I zawiera formularz spowiedzi powszechnej. Jako jedyny opatrzony został tytułem: „Glagolite po naz redka zloueza” (Powtórzcie za nami tych kilka słów). Incipit stanowi: „Bose, Gozpodi miloztiuvi, Otze Bose, Tebe izpovuede” (Boże, Panie miłosierny, Boże Ojcze, Tobie spowiadam się). Bezpośrednio po tekście słowiańskim następuje formuła łacińska: „Spowiadającym się Tobie, Panie, sługom i służebnicom Twoim odpuść grzechy, aby ci, którzy w swym sumieniu są udręczeni, przez pozyskanie Twej łaski zostali pocieszeni”.
Zabytek fryzyński I zapisany został na karcie 78 recto oraz na części karty 78 verso. Zdaniem paleografów tekst został przepisany z rękopisu napisanego w języku słowiańskim alfabetem łacińskim.

### Zabytek fryzyński II
Zabytek fryzyński II znany jest pod łacińskim tytułem „Adhortatio ad poenitentiam” (Zachęta do pokuty). Zawiera tekst kazania poświęconego problematyce grzechu, spowiedzi i pokuty. Incipit stanowi: „Eccę bi detd naʃ nezegreʃil” (Gdyby praojciec nasz nie zgrzeszył).
Zabytek fryzyński II zapisany został na kartach 158 verso, 159 recto, 159 verso i 160 recto. Zdaniem paleografów tekst był dyktowany pisarzowi z rękopisu. Dyktowała osoba, która w swoisty sposób partycypowała dźwięki, zwłaszcza głoski słowiańskie, czyli prawdopodobnie była z pochodzenia Niemcem.

### Zabytek fryzyński III
Zabytek fryzyński III zawiera formularz alternatywnej wersji spowiedzi powszechnej. Incipit stanowi: „Iazze zaglagolo zlodeiu” (Wyrzekam się szatana).
Zabytek fryzyński III zapisany został na kartach 160 verso, 161 recto i części karty 161 verso. Zdaniem paleografów tekst został przepisany z rękopisu napisanego w języku słowiańskim alfabetem łacińskim.

## Transkrypcje
Wśród uczonych występuje różnica zdań w sprawie odczytania poszczególnych słów rękopisu, a także sposobu transkrypcji tekstu Zabytków. Poniżej przykładowe trzy krytyczne wydania początku Zabytku II. Od lewej – transkrypcja słoweńskiego językoznawcy Frana Ramovša z 1937 roku, rosyjskiego slawisty Aleksandra Isaczenki z 1943 roku i słoweńskiego teoretyka literatury Janko Kosa z 1993 roku:
Eccę bi δedt naʃ neze greʃil
Et’e bi dêt naš ne sɘgrêšil
Eφe bi dětъ našъ ne sъgrěšilъ

## DatacjaZabytków

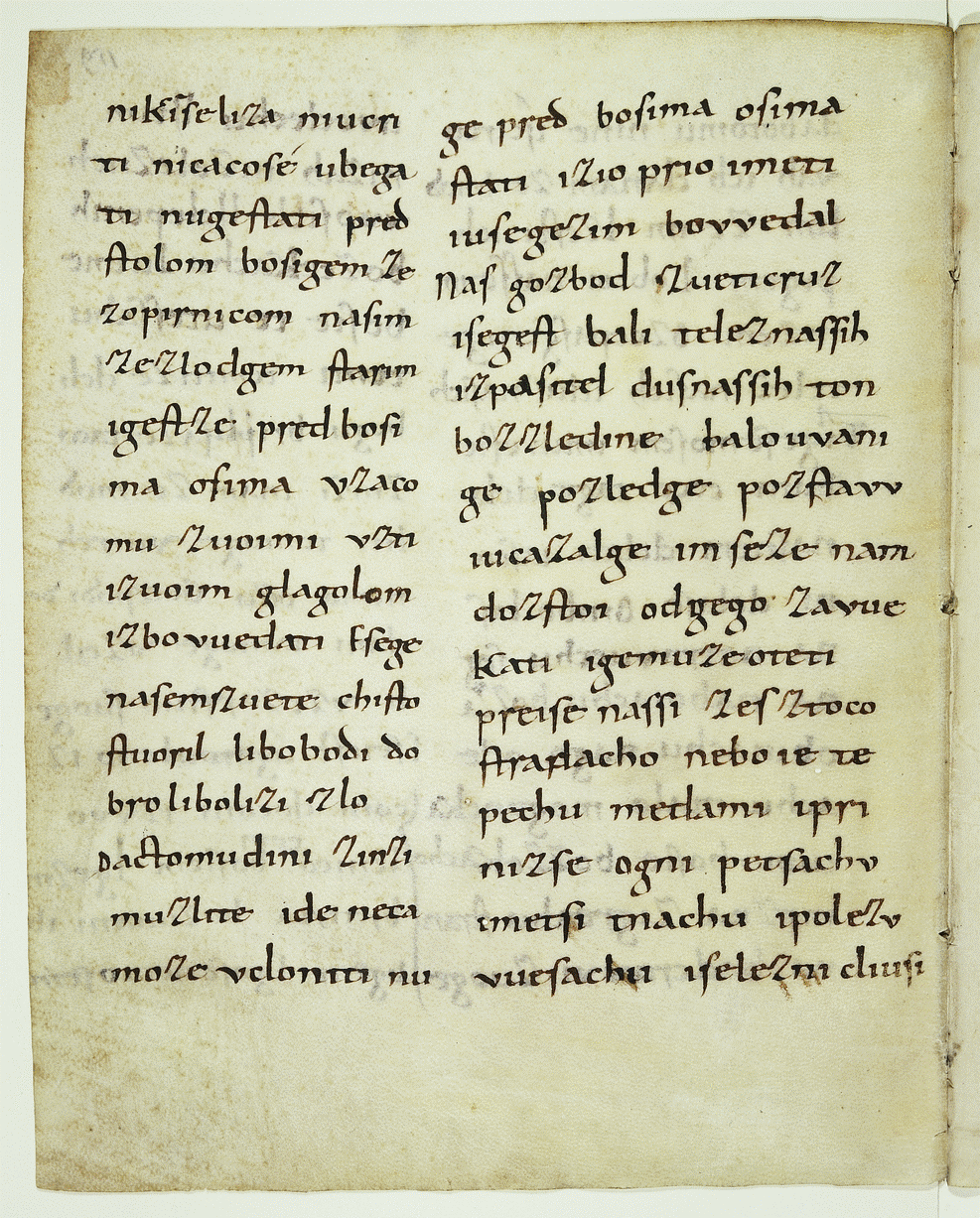
Kodeks Clm 6426, karta 159 verso. Strona trzecia Zabytku fryzyńskiego II.

Analiza zawartości oraz języka Zabytków fryzyjskich, zdaniem większości uczonych, pozwala datować ich tekst na VIII wiek. Szczegółowe analizy słoweńskiego historyka Andreja Pleterskiego wskazują rok 789 lub okres niedługo po roku 772. Nieliczni badacze uważają, że Zabytki powstały na początku IX wieku. Natomiast część polskich i rosyjskich slawistów jest zdania, że  Fragmenty zapisano jeszcze w końcu VII wieku. Wszyscy uczeni wiążą ich powstanie z działalności tzw. misji bawarskiej.
Biskupi salzburscy zainicjowali zorganizowaną działalność misyjną wśród Słowian w VIII wieku, chociaż początki nawracania plemion słowiańskich sięgają końca VII wieku. Informuje o tym kilka dokumentów, w tym Admonitio generalis Karola Wielkiego z roku 780, w którym władca Franków dokonał administracyjnej organizacji misji. W roku 798 arcybiskup salzburski Arno, na synodzie w Reisbach, wydał dokument porządkujący pracę misyjną. Misjonarzami byli przede wszystkim duchowni iroszkoccy, w mniejszym stopniu frankijscy.
Celem najstarszych misji była Karyntia. Pierwszym chrześcijańskim księciem Karyntii był Gorazd (748-751), a najstarszy kościół dla Słowian wybudowano około połowy VIII wieku w Gospa Sveta (Maria Saal). Z Karyntii misja bawarska dotarła jeszcze w VIII wieku do Panonii. Książę Pribina został tam ochrzczony za panowania Ludwika Niemca w roku 833. W IX wieku misjonarze z Bawarii przybyli na Morawy, gdzie książę Mojmir przyjął chrześcijaństwo w roku 831. W roku 833 misja dotarła na Słowację.

## Piśmiennictwo misji bawarskiej
Duchowni iroszkoccy i frankijscy prowadzili działalność misyjną, w ramach tzw. misji bawarskiej, nauczając w dialektach słowiańskich. Dla celów praktycznych zapisali teksty liturgiczne i kazania w zbiorze, którego istnienie potwierdzają różne źródła historyczne. Z tego zbioru zachowały się w oryginalnej pisowni jedynie trzy teksty przekopiowane do kodeksu z Fryzyngii.
Wszystkie trzy Zabytki fryzyjskie są tłumaczeniami z języka staro-wysoko-niemieckiego. Oryginałów, na których oparli się tłumacz lub tłumacze, dotychczas nie odnaleziono. Niektórzy uczeni przypuszczają, że Zabytek fryzyjski II mógł zostać przetłumaczony z łaciny na język słowiański przez duchownego, którego językiem ojczystym był staro-wysoko-niemiecki.
Do piśmiennictwa misji bawarskiej zalicza się także Modlitwę św. Emmerama, zawierającą inną niż w Zabytkach wersję spowiedzi powszechnej. Tekst ten został zapisany głagolicą i włączony do staro-cerkiewno-słowiańskiego zbioru zwanego Euchologium Sinaiticum. Odnaleziono staro-wysoko-niemiecki oryginał Modlitwy, wiernie przetłumaczony na język słowiański. Tłumaczami tekstu byli duchowni z misji bawarskiej, którzy zapisali Modlitwę alfabetem łacińskim. Tłumaczenie to wykorzystali później duchowni z misji bizantyjskiej, ze szkoły pisarskiej Cyryla i Metodego, dokonując transliteracji na klasyczną głagolicę. Nie zachował się tekst pierwotnego tłumaczenia, a jedynie jego odpis głagolicą.

## TerminologiaZabytków

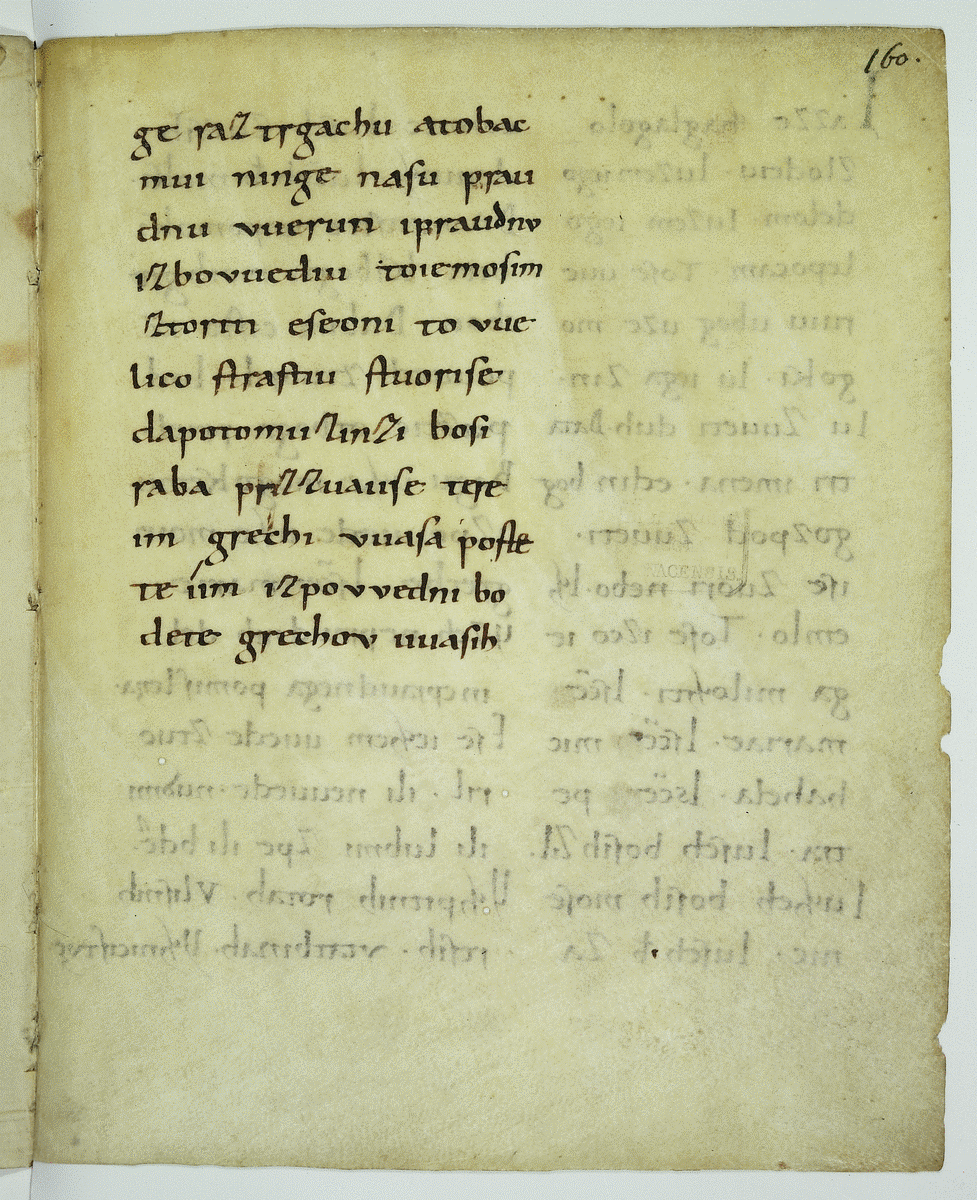
Kodeks Clm 6426, karta 160 recto. Zakończenie Zabytku fryzyńskiego II.

### Kształtowanie się terminologii słowiańskiej
Kształtowanie się słowiańskiej terminologii literackiej i religijnej, pomiędzy wiekiem VII a wiekiem X, było procesem złożonym. Słownictwo ustalały trzy ośrodki misyjne – bawarski, grado-akwilejski i bizantyjski. Wzajemne krzyżowanie się piśmiennictwa tych trzech ośrodków, z których każdy musiał w zrozumiały dla Słowian sposób tłumaczyć zasady chrześcijaństwa i zapisywać je w dziełach literackich, doprowadziło do ustalenia podstawowych wariantów terminologii.
Każdy z trzech ośrodków misyjnych używał innego języka jako wyjściowego i tłumaczył pojęcia na różne dialekty słowiańskie. W przypadku misji bawarskiej tłumaczono z języka staro-górno-niemieckiego na słowiańskie dialekty karynckie i panońskie. Misjonarze z Grado tłumaczyli teksty z łaciny i dialektów romańskich na słowiańskie dialekty dalmatyńskie, natomiast misja bizantyjska tłumaczyła teksty greckie na słowiańskie dialekty macedońskie. Z tych trzech ośrodków jako pierwszy podjął akcję misyjną ośrodek bawarski, więc jego piśmiennictwo wpłynęło w sposób znaczący na pozostałe dwa.
Jak wykazały badania polskich historyków, większość duchownych przybyłych po chrzcie Polski (w drugiej połowie X wieku) do Wielkopolski, było misjonarzami z Bawarii. Misjonarze ci znali język słowiański i potrafili w nim nauczać. Dlatego uważa się, że słownictwo Zabytków fryzyjskich miało też wpływ na kształtowanie się terminologii chrześcijańskiej i literackiej w języku polskim.
W terminologii Zabytków wyodrębniono cztery grupy słów: pożyczki ze staro-górno-niemieckiego, wyrazy słowiańskie używane w religijnej terminologii przedchrześcijańskiej, słowiańskie wyrazy języka ogólnego użyte w nowym znaczeniu jako terminy chrześcijańskie (neosemantyzmy) oraz neologizmy. We Fragmentach występują również kalki językowe z języka staro-górno-niemieckiego.

### Pożyczki
W tekście Fragmentów występuje zaledwie kilka pożyczek z języka staro-górno-niemieckiego. Bezpośrednio germański źródłosłów ma termin „postъ” (post), zapożyczony od staro-górno-niemieckiego „fasto”. Korzenie greckie, przy bezpośrednim źródle germańskim, mają krъstъ (krzyż) oraz crъky (cerkiew). Korzenie łacińskie, przy bezpośrednim źródle germańskim, mają „amen”, „sanktъ” (święty) oraz „cěsarьstvo” (cesarstwo). Natomiast korzenie hebrajskie, przy bezpośrednim źródle germańskim, ma słowo „sotona” (szatan).

### Terminy przedchrześcijańskie

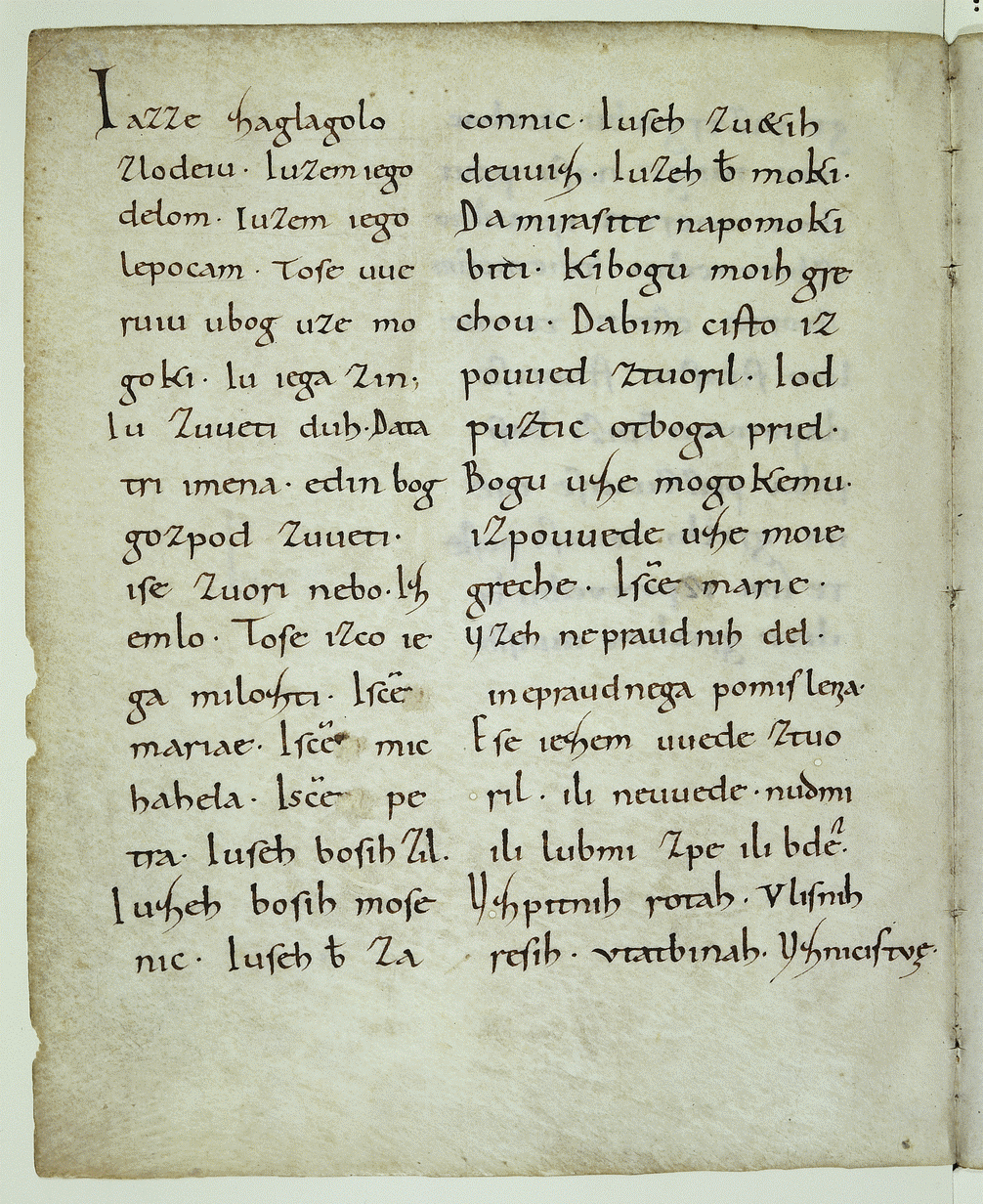
Kodeks Clm 6426, karta 160 verso. Początek Zabytku fryzyńskiego III.

Autorzy Zabytków włączyli bez zastrzeżeń do terminologii chrześcijańskiej rzeczownik bogъ (bóg). Podobnie zrobią to później autorzy tekstów pozostałych dwóch misji. Rzeczownik ten oznaczał pierwotnie „dawcę dóbr”. Gdyby zakres znaczeniowy tego słowa godził w chrześcijańską naukę o Bogu, byłoby to niemożliwe. W nauce dyskutuje się problem, czy był to wyraz, który należał do przedchrześcijańskiego słownictwa religijnego, czy też był on neosemantyzmem.
Do religijnego słownictwa przedchrześcijańskiego należał przymiotnik svętъ (święty), który w połączeniu z rzeczownikiem bogъ tworzył związek frazeologiczny svętъ Bogъ (święty Bóg), o pierwotnym znaczeniu „jasny dawca dóbr”. Autorzy Fragmentów stosowali także synonim „sanktъ”. Byli niekonsekwentni, zapisywali svęta Marija, svętъ Miχaelь i svętъ Petrъ, a także sankta Marija, sanktъ Miχaelь i sanktъ Petrъ. W tekstach cyrylometodejskich przeważają, nieznane Zabytkom, przymiotniki prěpodobьnъ (przepodobny) lub blaženъ (błogosławiony), natomiast użycie svętъ jest rzadkie. Uczeni interpretują to zjawisko w ten sposób, że pierwotne, pogańskie znaczenie słowa svętъ powodowało wśród misjonarzy zastrzeżenia, czy należy stosować ten wyraz.
W tekstach Zabytków fryzyjskich występują dwa wyrazy na określenie ofiary religijnej – „trěba” oraz „obětъ”. Pierwszy oznaczał ofiary uznane przez misjonarzy za godne potępienia (dzieło szatana), drugi został zaakceptowany na określenie ofiary w rozumieniu chrześcijańskim. „Trěba” kojarzyła się, jak wynika z późniejszych źródeł historycznych, z pogańskimi ofiarami składanymi w tzw. świętych gajach („trěbište” – miejsce wykarczowane). Natomiast „obětъ”, związany ze współczesnym rzeczownikiem obietnica, stał się jednym z najpopularniejszych wyrazów słowiańskich na terenie wszystkich misji. Na słowiańszczyźnie zachodniej został on dopiero kilka wieków później wyparty przez zapożyczoną z łaciny ofiarę.

### Neosemantyzmy
Do neosemantyzmów zaliczają uczeni słowiański wyraz grěχъ (grzech), użyty przez autora Zabytków a później przez pozostałe misje chrześcijańskie. Kwestia, jaka jest geneza tego rzeczownika i jak on funkcjonował w okresie przedchrześcijańskim, nie została jednoznacznie wyjaśniona. Poszukiwania etymologiczne doprowadziły do kilku hipotez, wśród badaczy panuje jednak zgoda, że w okresie przedchrześcijańskim wyraz ten nie należał do słownictwa religijnego.
Nie wszystkie neosemantyzmy wprowadzone w Zabytkach zostały uznane za udane i przyjęły się. Tak stało się z wyrazem „pokaznь”, którego użyto dla oddania terminu pokuta. W tekstach cyrolometodyjskich występował on sporadycznie i został zastąpiony przez słowo „pokajanije”. „Pokajanije” dominowało w późniejszym piśmiennictwie i ostatecznie przyjęło się w językach słowiańskich. Znane są też przykłady odwrotne, gdy późniejsze próby modyfikacji neosemantyzmów Zabytków zostały odrzucone. Zwrot „otъpusti grěχovъ” (odpuścić grzechy), którego użyli autorzy Fragmentów, okazał się udany i wyparł w językach słowiańskich występujący w najstarszych przekładach cyrylometodejskich zwrot „ostavi dlъgy”.

### Neologizmy

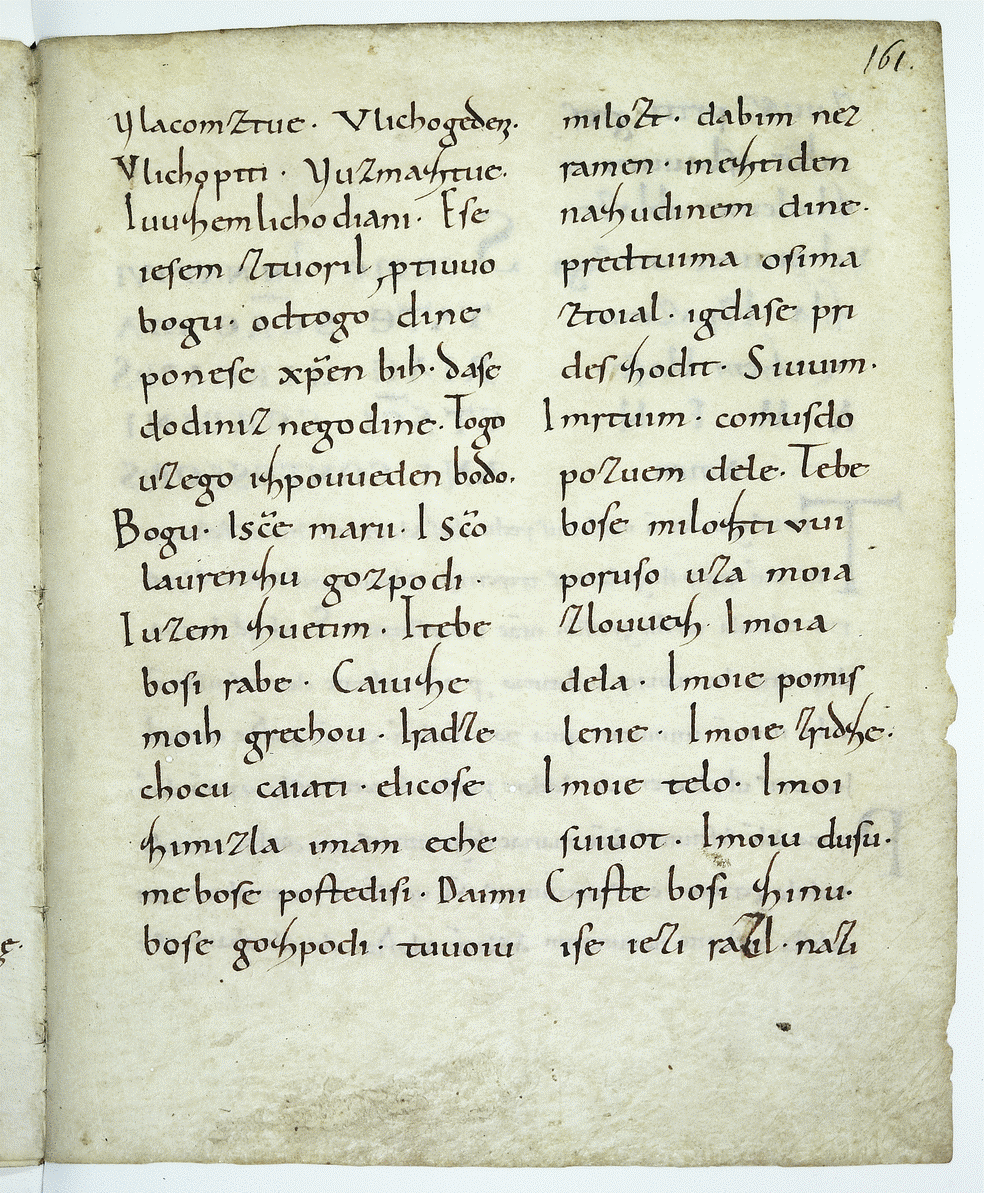
Kodeks Clm 6426, karta 161 recto. Strona druga Zabytku fryzyńskiego III.

Przykładem użycia neologizmów w Zabytkach fryzyjskich są próby oddania w języku słowiańskim rzeczownika szatan. Ze względu na znaczenie pogańskie nie wprowadzono do Fragmentów wyrazu „běsъ”. Jak uważają uczeni, „běsъ” (zły duch) sprowadzał choroby i nieszczęścia, nie stawał jednak między człowiekiem i Bogiem, nie kusił do złego. Dlatego misjonarze posłużyli się dwoma neologizmami – „neprijaznь” (nieprzyjaciel) i „zъlodějь” (złodziej). Stworzyli też pożyczkę „sotona”. Nie była im znana pożyczka „dijavolъ” (diabeł), użyta później w tekstach cyrylometodejskich.

### Kalki językowe
Typową kalką staro-górno-niemieckiego zwrotu analitycznego, który składał się z przymiotnika „bigihtig” (utworzonego od rzeczownika „bijiht”, we współczesnym niemieckim „Beichte”) oraz słowa posiłkowego „wërdan”, jest w Zabytkach Fryzyjskich odpowiednik polskiego „wyspowiadać się”. Występuje on trzykrotnie jako: „χošto byti ispovědьnъ”, „ispovědьni bodete grěχovъ vašiχъ”, „togo vьsego ispovědьnъ bo̯do̯”.